# 开封黄河公路大桥
开封黄河公路大桥位于河南省开封市，原为  106国道跨越黄河的大桥，现为  220省道所用。该桥是开封境内的第一座黄河大桥，于1988年2月动工修建，1989年12月建成通车。
该桥长4475.9米，建成时是亚洲第八长桥，桥名“开封黄河公路大桥”由原国家主席杨尚昆所题。